# Santa Bárbara de Goiás
Santa Bárbara de Goiás este un oraș în Goiás (GO), Brazilia.